# Sulawesisångare
För Phylloscopus sarasinorum, se lompobattangsångare.
Sulawesisångare (Phylloscopus nesophilus) är en fågel i familjen lövsångare inom ordningen tättingar.

## Utseende och läte
Sulawesisångaren är en medelstor familj med smutsigt olivbrun ovansida och ljusgul undersida. Sången består av en mycket varierande serie med melodiska toner och drillar. Till skillnad från närbesläktade lompobattangsångaren på sydvästra Sulawesi saknar den både hjässband och vingband samt har mindre vitt i stjärten.

## Utbredning och systematik
Sulawesisångaren förekommer på norra, centrala och sydöstra delarna av ön Sulawesi i Indonesien. Tidigare behandlades den som underart till arten Phylloscopus sarasinorum, då med svenska trivialnamnet sulawesisångare. Sedan 2021 urskiljer dock tongivande International Ornithological Congress (IOC) nesophilus som egen art efter studier, sedan 2022 även Clements et al
. Det svenska trivialnamnet sulawesisångare har i samband med detta flyttats över till nesophilus som har den vidare utbredningen, medan den lokalt förekommande sarasinorum döpts om till lompobattangsångare.

### Släktestillhörighet
DNA-studier visar att släktet Phylloscopus är parafyletiskt gentemot Seicercus. Dels är ett stort antal Phylloscopus-arter närmare släkt med Seicercus-arterna än med andra Phylloscopus (bland annat sulawesisångare), dels är inte heller arterna i Seicercus varandras närmaste släktingar. Olika taxonomiska auktoriteter har löst detta på olika sätt. De flesta expanderar numera Phylloscopus till att omfatta hela familjen lövsångare, vilket är den hållning som följs här. Andra som Howard & Moore flyttar sulawesisångaren med släktingar till ett expanderat Seicercus.

### Familjetillhörighet
Lövsångarna behandlades tidigare som en del av den stora familjen sångare (Sylviidae). Genetiska studier har dock visat att sångarna inte är varandras närmaste släktingar. Istället är de en del av en klad som även omfattar timalior, lärkor, bulbyler, stjärtmesar och svalor. Idag delas därför Sylviidae upp i ett antal familjer, däribland Phylloscopidae. Lövsångarnas närmaste släktingar är familjerna cettior (Cettiidae), stjärtmesar (Aegithalidae) samt den nyligen urskilda afrikanska familjen hylior (Hyliidae).

## Levnadssätt
Lompobattangsångaren hittas i skogar och skogsbryn i bergstrakter. Den ses ofta som en del av kringvandrande artblandade flockar.

## Status
Arten har ett stort utbredningsområde och beståndet anses vara stabilt. Internationella naturvårdsunionen IUCN listar den därför som livskraftig (LC).